# Wad
Wad é um mineralóide, inserido no grupo dos óxidos. A sua composição química não é bem definida, mas varia dentro de um padrão mais ou menos estabelecido. É uma mistura de óxidos hidratados de manganês.
A sua cor varia entre castanho escuro e negro, é opaco e tem brilho sedoso/terroso. Tem uma fina pátina de cor alaranjada que reveste praticamente toda a parte exterior do seu formato conchoidal. Por outro lado, o wad por si só já resulta da alteração de minerais de manganês. apresenta-se como uma massa compacta formada por camadas.
A sua dureza varia entre 1,0 e 2,0, sendo muito facilmente riscado pela unha. É pouco denso, não tem clivagem distinta, a fractura é conchoidal e é quebradiço.
É ainda muito macio ao tacto e também suja muito facilmente com o manuseamento.